# Nikolaos Komnenos
Nikolaos Komnenos, gr. Νικόλαος Κομνηνός (ur. 1770 w Mitylenie na greckiej wyspie Lesbos, zm. 1821) – grecki architekt, projektant przebudowy w 1810 roku bazyliki Grobu Świętego w Jerozolimie, po jej pożarze w 1808 roku. Był między innymi autorem projektu obecnej edykuły Grobu Jezusa w tej świątyni.